# Ji Yun-nam
Ji Yun-nam (Pyongyang, 20 november 1976) is een Noord-Koreaans voetbalspeler die uitkomt voor 25 april in de Noord-Koreaanse hoogste divisie. Ji was de enige speler van het Noord-Koreaans voetbalelftal die een doelpunt maakte op het wereldkampioenschap voetbal 2010 in Zuid-Afrika.